# Synergie (ekonomie)
Synergie v ekonomickém smyslu představuje, v souladu s obecnou definicí synergie, koncept, kdy dvě spolupracující společnosti mají mít ekonomicky větší potenciál (často vyjadřovaný hodnotou akcií společnosti), než kdyby každá působila zvlášť. Synergie se dosahuje především prostřednictvím fúzí a akvizicí. Může se však jednat také o negativní efekt, kdy může dojít ke konfliktu dvou odlišných manažerských struktur či kulturních zvyklostí u fúzujících společností.

## Typy synergií

### Finanční synergie
Finanční synergie je založena na centralizovaném rozmisťování zdrojů. Typickým příkladem bývají holdingové firmy, které jsou tvořeny jednotlivými firmami. Tyto sdružené firmy se podílejí na synergii prostřednictvím finančních výsledků a postupů. Obvykle holdingové firmy působí v různých odvětvích na různých trzích. 

### Synergie pří vývoji a výzkumu
Pro rychlejší uvedení výrobku na trh dnes firmy volí souběžný týmový vývoj nových produktů. Fáze vývoje neprobíhají v tomto případě samostatně, avšak jednotlivá oddělení úzce spolupracují. Tím dochází k časovým úsporám, přičemž výzkum a vývoj často přináší vyšší efektivnost. 

### Synergie v mezilidských vztazích
Dle  J. Plamínka je synergie zvláštní efekt, jenž lidé objevili při týmové spolupráci, který bourá běžné představy o sčítání. V synergickém pojetí neplatí jednoduchá rovnice 1 + 1 = 2, nýbrž 1 + 1 = 2 + v, kdy (v) reprezentuje vzájemné vztahy členů skupiny. Jsou-li vztahy špatné, pak (v) představuje záporná čísla a výsledkem může být jakási „antiergie“, kdy lidé ve skupině nespolupracují, ale mnoho energie plýtvá vzájemným soutěžením. Pakliže jsou vztahy neutrální, lze sčítat hodnoty dle běžných aritmetických zvyklostí, tedy že 1 + 1 = 2. Avšak dobré vztahy ve skupině pomáhají vytvářet nové hodnoty, jelikož síly členů se vzájemně podporují, v tomto případě mluvíme o synergii. Prostředí, kde se synergie může projevit, je právě skupina vzájemně závislých lidí, tedy tým. Může jít o rodinu, pracovní tým, sportovní družstvo nebo jakékoli obdobný útvar. 

### Marketingová synergie
Také v marketingu je synergie důležitým nástrojem pro zvýšení efektivity obchodních korporací. Každá podnikatelská jednotka v globální korporaci rozhoduje o tom, jaký výrobek bude prodávat, pod kterou značkou, na které trhy bude cílit a pomocí jakých distribučních kanálu tak bude činit. Vzhledem ke složitosti problému musí každá z těchto podnikatelských jednotek tvořit rozhodnutí sama za sebe bez ohledu na ostatní jednotky. Korporátní marketing zde může přidat hodnotu tím, že přezkoumá portfolio výrobků, značek, kanálů, zákaznických segmentů, trhů společnosti a bude klást otázky nikoli z pohledu individuálních jednotek, avšak z perspektivy globální korporace. Korporátní marketing pak může být hnacím motorem změny myšlení z vertikálního, zaměřeného na jednotlivé země a výrobkové divize, na horizontální, soustředěné na potřeby zákazníků. 

### Provozní synergie
Provozní synergie je dosahováno úsporami z rozsahu, nebo pomocí tzv. pricing power, která vyjadřuje schopnost společnosti udržovat výšku ceny produktu a tím zvyšovat své zisky. To může z nákupu v rámci trhu učinit strategickou záležitost a finální cena pak nemusí odpovídat reálné hodnotě firmy

## Příklad synergie
Jako příklad fungování synergie může posloužit akvizice firmy Keystone firmou LKQ. Keystone se zabývala především prodejem náhradních dílů (aftermarket parts), kdežto LKQ díly použitými (used parts). Po akvizici byla schopná LKQ využít již existující distribuční sítě firmy Keystone, což znamenalo synergii hned na dvou úrovních – provozní, při rozšíření působnosti a marketingové při kombinované nabídce více produktů. 